# National League South
Die National League South (oft auch im Zusammenhang mit Sponsoren als Vanarama National League South bekannt) ist eine Spielklasse auf der zweiten Ebene der National League, unterhalb der National League und parallel zur National League North. Sie ist zudem die zweithöchste Liga innerhalb des National League Systems und die sechsthöchste Liga im englischen Fußball insgesamt. 
Die Conference South wurde im Jahr 2004 im Rahmen einer großen Umstrukturierung des englischen Amateurfußballs (dem sogenannten Non-League Football) eingeführt. Der Meister steigt am Ende einer Saison automatisch in die Conference National auf. Zudem durfte anfangs der Playoff-Gewinner, der die Spielzeit zwischen der zweiten und fünften Position abgeschlossen und zwei Ausscheidungsspiele gewonnen hatte und danach den analog ermittelten Playoff-Gewinner aus der Conference North besiegen konnte, ebenfalls in die Conference National aufsteigen. Da im Jahr 2006 die Conference National von 22 auf 24 Vereine aufgestockt wurde, stiegen zum Abschluss der Saison 2005/06 beide Playoff-Sieger auf. Auch in den zukünftigen Spielzeiten wird diese Regelung beibehalten, so dass aus der Conference South zwei Mannschaften aufsteigen. Die letzten drei Vereine aus der Conference South steigen in eine Liga der dritten Ebene ab, was aufgrund der Umstrukturierung in der Saison 2005/06 auf einmalig zwei Vereine reduziert wurde.

## Mannschaften in der Saison 2025/26
- Bath City
- Chelmsford City
- Chesham United
- Chippenham Town
- Dagenham & Redbridge
- Dorking Wanderers
- Dover Athletic
- Eastbourne Borough
- Ebbsfleet United
- Enfield Town
- FC Farnborough
- Hampton & Richmond Borough
- Hemel Hempstead Town
- FC Hornchurch
- FC Horsham
- Maidenhead United
- Maidstone United
- FC Salisbury
- Slough Town
- Tonbridge Angels
- Torquay United
- AFC Totton
- AFC Weston-super-Mare
- FC Worthing

## Gewinner & weitere Aufsteiger der National League South
| Saison | Meister                                                                                         | Playoff-Sieger                                                                                  |
| --- | ----------------------------------------------------------------------------------------------- | ----------------------------------------------------------------------------------------------- |
| 2004/05 | Grays Athletic                                                                                  | Eastbourne Borough**                                                                            |
| 2005/06 | FC Weymouth                                                                                     | St Albans City                                                                                  |
| 2006/07 | FC Histon                                                                                       | FC Salisbury City                                                                               |
| 2007/08 | FC Lewes                                                                                        | Eastbourne Borough                                                                              |
| 2008/09 | AFC Wimbledon                                                                                   | Hayes & Yeading United                                                                          |
| 2009/10 | AFC Newport County                                                                              | Bath City                                                                                       |
| 2010/11 | Braintree Town                                                                                  | Ebbsfleet United                                                                                |
| 2011/12 | FC Woking                                                                                       | FC Dartford                                                                                     |
| 2012/13 | Welling United                                                                                  | FC Salisbury City                                                                               |
| 2013/14 | FC Eastleigh                                                                                    | Dover Athletic                                                                                  |
| 2014/15 | FC Bromley                                                                                      | FC Boreham Wood                                                                                 |
| 2015/16 | Sutton United                                                                                   | Maidstone United                                                                                |
| 2016/17 | Maidenhead United                                                                               | Ebbsfleet United                                                                                |
| 2017/18 | Havant & Waterlooville                                                                          | Braintree Town                                                                                  |
| 2018/19 | Torquay United                                                                                  | FC Woking                                                                                       |
| 2019/20 | FC Wealdstone                                                                                   | FC Weymouth                                                                                     |
| 2020/21 | Saison wurde infolge der weltweiten Covid-19-Pandemie im Februar 2021 ohne Wertung abgebrochen. | Saison wurde infolge der weltweiten Covid-19-Pandemie im Februar 2021 ohne Wertung abgebrochen. |
| ** Eastbourne Borough verpasste 2004/05 den Aufstieg in die National League, da ein weiteres Entscheidungsspiel gegen den Play-off-Sieger der Nordstaffel verloren wurde |                                                                                                 |                                                                                                 |
| 2021/22 | Maidstone United                                                                                | Dorking Wanderers                                                                               |
| 2022/23 | Ebbsfleet United                                                                                | Oxford City                                                                                     |
| 2023/24 | Yeovil Town                                                                                     | Braintree Town                                                                                  |
| 2024/25 | Truro City                                                                                      | FC Boreham Wood                                                                                 |